# Grafium
El  grafium  o  Graphium  era entre els romans un instrument de bronze semblant a les actuals agulles imperdibles.
Els romans se servien del grafium per escriure en taules cobertes de cera. En tancar-se, entrava la punta en una mena d'osca que permetia portar-lo a les butxaques. Va ser més tard substituït per l' stylus , espècie de ploma d'os o d'ivori.
Al Museu de Nàpols es troben preciosos tinters romans (atramentarium) cilíndrics i poligonals, de bronze i amb incrustacions de plata que produeixen sobre el fons dibuixos i figures artístiques. Així mateix es troben llargues plomes de bronze amb una forma semblant a les actuals i nombrosos estilets (Stylum) d'os o ivori i de bronze o ferro (Graphium).